# 61P/Shajn-Schaldach
61P/Shajn-Schaldach è una cometa periodica appartenente alla famiglia delle comete gioviane. La cometa è stata scoperta il 18 settembre 1949 , non è stata osservata ai passaggi al perielio del 1957 e del 1964, è stata riscoperta da Charles Thomas Kowal il 29 settembre 1971 , da allora è stata osservata a tutti i successivi passaggi al perielio.

## Caratteristiche orbitali
L'orbita di questa cometa ha la particolarità di avere incontri ravvicinati col pianeta Giove, caratteristica che l'ha portata e la porterà a cambiare, anche notevolmente la sua attuale orbita. Il 28 aprile 1946 i due corpi sono transitati a sole 0,181 UA, attualmente la MOID è di 0,3138 UA.